# Мартынов, Егор Сергеевич
Его́р Серге́евич Марты́нов (род. 15 августа 1990, Челябинск) — российский хоккеист, защитник клуба КХЛ «Сибирь».

## Карьера
Воспитанник челябинской хоккейной школы, с 2008 по 2011 годы выступал за «Мечел». В 2011 году перешёл в красноярский «Сокол» за который провёл 9 матчей, после чего перешёл в фарм-клуб «Локомотива» — «Локомотив ВХЛ». После завершения выступления клуба стал игроком новокузнецкого «Металлурга», за который сыграл 43 матча в КХЛ, а затем «Сибири». Сезон 2014/15 начал в «Локомотиве», но уже в ноябре перешёл в «Трактор».
13 мая 2016 года в результате обмена перешёл в «Авангард». В мае 2020 года стал игроком «Металлурга» (Магнитогорск).
В мае 2022 года подписал двухлетнее соглашение с «Динамо».
6 мая 2024 года «Сибирь» объявила о подписании однолетнего контракта с Мартыновым. 31 мая 2025 года «Сибирь» объявила о завершении контракта с Мартыновым.